# Historiebok för kakälskare
Historiebok för kakälskare en bok från 2003 författad av historikerna Dick Harrison och Eva Helen Ulvros och med fotografier av Viveca Ohlsson. Boken berättar om bakverkens historia från antiken fram till nutid och innehåller dessutom ett femtiotal recept.